# Wahehe (Schiff, 1922)
Die zweite Wahehe der Woermann-Linie (WL) war ihr erster Passagierschiffsneubau nach dem Ersten Weltkrieg für den Westafrika-Dienst. Im September 1922 startete sie in Hamburg zur ersten Fahrt der Reederei mit Fahrgästen nach Westafrika nach dem Weltkrieg. Allerdings war es den deutschen Schiffen bis 1927 verboten, ihre ehemaligen Kolonien Togo und Kamerun anzulaufen.

Die Wahehe suchte 1939 Zuflucht in Vigo, von wo sie im Februar 1940 versuchte in die Heimat durchzubrechen. Sie wurde vom britischen Kreuzer Manchester und dem Zerstörer Kimberley südöstlich von Island gestoppt und aufgebracht.
Umbenannt in Empire Citizen wurde das Schiff auf alliierter Seite eingesetzt und am 3. Februar 1941 im Nordatlantik durch U 107 torpediert und versenkt.

## Geschichte derWahehe
Nach dem Volk der Hehe in Deutsch-Ostafrika wurde 1917 der 1915 auf der Reiherstiegwerft fertiggestellte Dampfer Hilda Woermann in Wahehe umbenannt, als die Familie Woermann ihre Anteile an der Woermann-Linie verkaufte. Die 7372 BRT große erste Wahehe kam durch den Ersten Weltkrieg nie in den aktiven Dienst der Reederei, sondern wurde im März 1919 nach Großbritannien ausgeliefert, wo es von 1920 bis 1949 als Marella von der Reederei Burns, Philp & Co eingesetzt wurde. Nach Panama verkauft, wechselte sie 1949 bis 1952 noch drei Mal den Namen und wurde schließlich ab Ende 1954 in Brügge verschrottet.
Die Woermann-Linie und die DOAL wurden seit 1917 in Personalunion geführt und am 20. Mai 1922 als „Deutscher Afrika Dienst“ zusammengelegt, auch wenn die Schiffe noch unterschiedliche Schornsteinmarken und Reedereiflaggen führten. Das Neubauprogramm der Reedereien ging von einer Wiederaufnahme der Vorkriegsdienste aus und sah die Beschaffung von vier bis 9000 BRT großen Passagierschiffen für die Hauptlinien (jetzt als Südafrika-Dienst bezeichnet) und zwei 5000 BRT großen Passagierschiffen für den Westafrikadienst vor, die nach Friedensschluss in Auftrag gegeben wurden.
Der Auftrag für die Westafrika-Schiffe erging an die Hamburger Reiherstiegwerft. Beide erhielten beim Stapellauf andere Namen als bei Auftragsvergabe 1920 vorgesehen. Sie erhielten mit Wahehe und Wadai die Namen zweier im Krieg fertiggestellter Schiffe, die ausgeliefert werden mussten und für die Woermann-Linie nicht im Einsatz gewesen waren.
Die Wahehe war 110,1 m lang, verfügte eine Vierfach-Expansionsmaschine, die, von drei Zylinderkesseln mit Dampf versorgt, 2100 PS leistete und dem Schiff eine Geschwindigkeit von 10,5 Knoten (kn) ermöglichte. Eine Passagiereinrichtung für 60 Passagiere in der I.Klasse vorhanden. nach der Kiellegung als Wadigo am 17. Oktober 1920 lief das Schiff am 6. Mai 1922 als Wahehe vom Stapel und wurde am 23. August 1922 an die Woermann-Linie abgeliefert.
Das Schwesterschiff Wadai (Kiellegung als Warangi) folgte am 2. Dezember 1922 in den Dienst der Reederei.

### Einsatzgeschichte

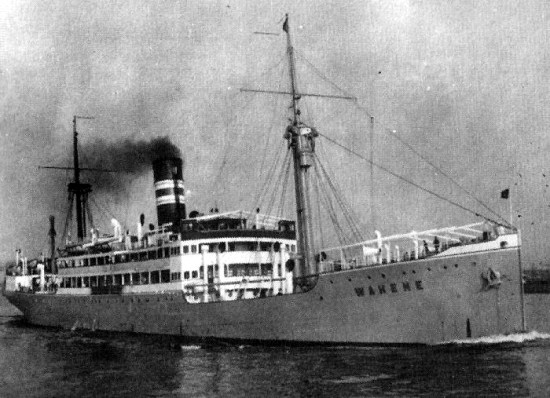
Die Wahehe

Am 10. September 1922 lief die Wahehe zu ihrer Jungfernfahrt nach Westafrika aus. Allerdings durfte sie nicht die früher deutschen Kolonien Togo und Kamerun anlaufen. Die französische Mandatsmacht ließ dies erst ab 1927 wieder zu. Neben dem Schwesterschiff Wadai ab Dezember 1922, kamen auf Seiten der in Betriebsgemeinschaft verkehrenden Hamburg-Amerikanischen Packetfahrt-Actien-Gesellschaft 1922 die Tsad (ex Dania, 1904, 3927 BRT, 136 Passagiere) und Otavi (ex Lulu Bohlen, 1904, 5504 BRT, 42 Passagiere) in Dienst, die ab 1923 auch die Schornsteinmarke der Woermann-Linie führten. Die beiden zurückgekauften Westafrika-Schiffe der Hapag wurden allerdings schon 1924 wieder verkauft.

Im Herbst 1928 erfuhr der Passagierdienst eine wesentliche Verstärkung durch den Einsatz der beiden älteren Schiffe der Hauptlinie (Wangoni und Ussukuma), die durch weitere Neubauten auf der Hauptlinie nach Südafrika nicht mehr benötigt wurden. Der Einsatz 7800 BRT großen Schiffe erwies sich nicht als wirtschaftlich und sie kehrten in den Südafrikadienst zurück. Ab Juli 1930 lief jedoch monatlich ein Schiff dieses Dienstes nach den europäischen Häfen noch Freetown, Takoradi, Accra und Lagos an, ehe es die Fahrt nach Südafrika fortsetzte.

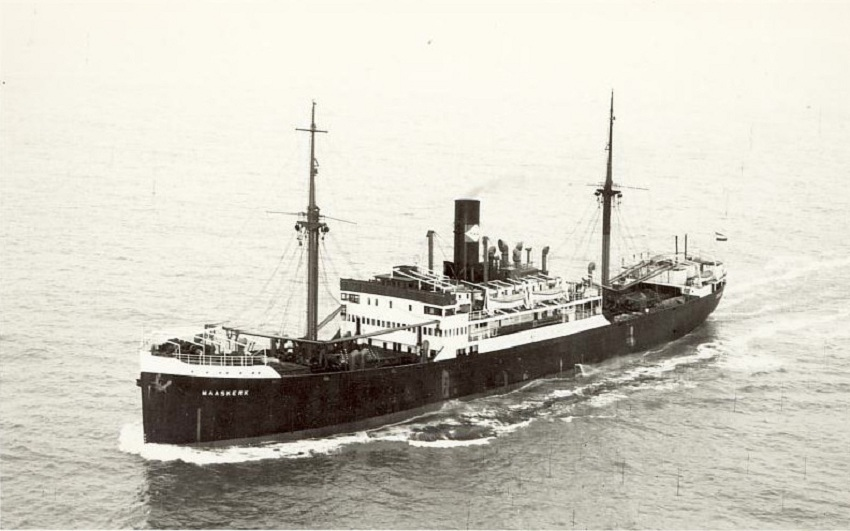
Die nach Westafrika im selben Fahrplan eingesetzte niederländische Maaskerk

Im gemeinsamen Fahrplan mit der Woermann-Linie nach Westafrika fuhren ab 1929 auch zwei neue Kombischiffe der Holland-West-Afrika Lijn. Die Amstelkerk und Maaskerk von 4300 BRT waren bei Nüscke in Stettin gebaut worden, hatten Dampfturbinenantrieb und Platz für 36 Passagiere in der I. Klasse.
Die beiden Woermann-Schiffe Wahehe und Wadai wurde 1931 nochmals gründlich überholt, bekamen zum Bananentransport eine größere Kühlanlage und boten noch Platz für 60 Kajütgäste. Ab 1934 wurden erneut Wangoni und Ussukuma auch zu den Häfen an der westafrikanischen Küste eingesetzt, deren Angebot an Passagierplätzen mit 90 in der I. Klasse und 160 in der Touristenklasse wesentlich größer war. Die 1934 erfolgende Entflechtung der deutschen Reedereien führten zur Aufgabe der Afrikadienste des Norddeutschen Lloyds und der Hapag, ergaben aber keine neuen Einheiten im Passagierdienst nach Westafrika. Wahehe und ihr Schwesterschiff liefen etwas abweichend von den großen Schiffen nun von Hamburg über Rotterdam, Antwerpen und Boulogne weiter über Las Palmas, Freetown, Monrovia, Port Bouet, Takoradi, Accra, Lagos, Port Harcourt und Calabar bis nach Douala. Auf der Rückreise wurden Calabar, Port Harcourt, Antwerpen und Rotterdam ausgelassen.
Bei Kriegsausbruch 1939 lief die sich auf der Ausreise befindende Wahehe das spanische Vigo an. Dort versammelten sich etliche deutsche Schiffe, darunter auch die Wangoni und im Ostküstendienst durch das Mittelmeer eingesetzte Usaramo der Deutschen Afrika-Linien (DAL). Im Februar 1940 versuchten die Deutschen, sechs der Schiffe aus Vigo in die Heimat zu überführen. In der Nacht vom 9. auf den 10. Februar verließen Rostock (2542 BRT), Morea (4709 BRT), Orizaba (4354 BRT), Wangoni (7848 BRT), Arucas (3359 BRT) und Wahehe Vigo und versuchten durch den Nordatlantik die Küste des neutralen Norwegens zu erreichen. Die Wahehe wurde am 21. Februar 1940 zwischen Island und den Faröern vom britischen Kreuzer Manchester und dem Zerstörer Kimberley gestoppt, aufgebracht und nach Kirkwall geleitet wurde. Als einziges der aus Vigo ausgelaufenen Schiffe erreichte die Wangoni Deutschland, die schließlich am 1. März Hamburg erreichte. Die Usaramo der DAL verblieb wegen eines Kesselschadens in Vigo und verlegte erst im Herbst 1940 in das inzwischen von den Deutschen besetzte Südfrankreich.
Umbenannt in Empire Citizen wurde die Wahehe auf alliierter Seite eingesetzt. Nachdem sie den Anschluss an den Geleitzug OB-279 verloren hatte, wurde das allein laufende Schiff am 3. Februar 1941 im Nordatlantik auf der Position 58° 12′ 0″ N, 23° 22′ 0″ W durch U 107 torpediert. Die Besatzung konnte nach dem ersten Treffer das Schiff verlassen. Erst dann versenkte das Unterseeboot das ehemals deutsche Schiff. Die zur Untergangsstelle entsandte Flower-Korvette Clarkia konnte nur fünf Mann retten, 78 Menschen verloren beim Untergang der Empire Citizen ihr Leben, darunter alle 12 Passagiere.

### Schwesterschiff
| Name  | BauNr.  | BRT  | Stapellauf in Dienst | weiteres Schicksal |
| Wadai | Nr. 519 | 4696 | 17.08.1922 2.12.1922 | 1939 auf Heimreise im Nordatlantik, erreicht am 14. September 1939 Murmansk, vom 25. September bis 7. Oktober 1939 Verlegung nach Hamburg, Wohn- und Zielschiff der Torpedoschule, 1945 britische Kriegsbeute, als Empire Yare eingesetzt, 1946 Abgabe an die Sowjetunion, dort als Gogol im Schwarzen Meer und in Ostasien eingesetzt, 1970 Abbruch in Japan |